# Yōgisha Ekkusu no Kenshin
Yōgisha Ekkusu no Kenshin (容疑者Xの献身) là một bộ phim điện ảnh đề tài trinh thám, thuộc thể loại giật gân-ly kỳ của Nhật Bản công chiếu năm 2008 dựa trên cuốn tiểu thuyết Phía sau nghi can X của Higashino Keigo. Đây là tác phẩm tiếp nối loạt phim truyền hình đình đám Galileo của Nhật với sự góp mặt của cùng dàn diễn viên. Phim đứng đầu bảng xếp hạng phòng vé của Nhật 4 tuần liên tiếp và là phim điện ảnh Nhật có doanh thu cao thứ ba trong năm 2008. Nhạc phim được phát hành vào ngày 1 tháng 10 năm 2008. Bộ phim là bản chuyển thể đầu tiên từ nguyên tác Phía sau nghi can X, kế tiếp là các bản chuyển thể Yonguija X của Hàn Quốc năm 2012 và Kolaigaran của Ấn Độ năm 2019.

## Nội dung
Nội dung phim xoay quanh một vụ án mạng phức tạp, khi mà cảnh sát không thể tìm ra những lỗ hổng trong chứng cứ ngoại phạm của nghi can chính, từ đó khiến vụ điều tra rơi vào bế tắc. Hanaoka Yasuko (Matsuyuki Yasuko) là một bà mẹ đơn thân đã ly dị, hiện đang kinh doanh một tiệm đồ ăn. Ishigami Tetsuya (Tsutsumi Shinichi) là một giáo viên dạy toán thiên tài nhưng sống ẩn dật và là hàng xóm của Yasuko và Misato (con gái của Yasuko). Ishigami sống chỉn chu và thiên về hướng nội, mỗi sáng anh thường đến cửa tiệm của Yasuko để mua đồ ăn trưa và xem đây là khoảnh khắc đẹp nhất trong ngày của mình. Một đêm nọ, Togashi (tên chồng cũ bạo hành của Yasuko) đến nhà hai mẹ con Yasuko để đòi tiền từ cô. Mọi chuyện trở nên xấu đi khi Togashi buông lời đe dọa, rồi có hành vi bạo lực với hai mẹ con; trong lúc chống trả, Yasuko và Misato đã sát hại Togashi trong căn hộ của chung cư của họ. Sau khi nghe tiếng ồn ào từ phòng hàng xóm và suy luận rằng Togashi đã bị giết, Ishigami liền đề nghị giúp đỡ hai mẹ con nhà bên. Anh không chỉ phi tang thi thể mà còn sắp đặt một loạt các bằng chứng giả nhằm đánh lạc hướng cảnh sát, che đậy vụ án.
Khi thi thể bị phát hiện, Yasuko bị cho là nghi phạm chính của vụ án. Thanh tra Utsumi Kaoru (Shibasaki Kō) và người đồng nghiệp Kusanagi Shunpei đã tìm đến Yukawa Manabu (Fukuyama Masaharu), một vị giáo sư chuyên về vật lý với ý định nhờ hỗ trợ điều tra. Dù ban đầu Yukawa từ chối tham gia điều tra vì thấy vụ án không có liên quan gì đến chuyên môn của anh, nhưng khi hay tin Ishigam, người bạn học thiên tài một thời của mình là hàng xóm của nghi phạm chính, vị giáo sư đã đổi ý. Sau một buổi tái ngộ thân mật với Ishigami, người mà Yukawa vô cùng ngưỡng mộ, anh bắt đầu nghi ngờ rằng Ishigami có dính líu đến vụ án mạng và quyết định đích thân điều tra. Từ đó về sau là màn đấu trí nghẹt thở giữa 2 thiên tài, một bên là Ishigami sẵn sàng làm mọi cách để bảo vệ Yasuko, bên còn lại là Yukawa cũng nỗ lực hết mình để phá vụ án với đối thủ thông minh và kiên định nhất mà anh từng chạm trán. Sau cùng, Yukawa là người chiến thắng chung cuộc khi phá án thành công, nhưng những gì còn đọng lại là một sự thật tàn khốc và đau lòng khiến cho tất cả các bên không hề dễ chịu. Mặc dù trở nên nổi tiếng khi là người có công lớn trong việc phá một vụ án phức tạp như vậy, Yukawa vẫn không khỏi bị sốc bởi những dư âm mà vụ án để lại.

## Phân vai
- Fukuyama Masaharu vai Yukawa Manabu
- Shibasaki Kō vai Utsumi Kaoru
- Tsutsumi Shinichi vai Ishigami Tetsuya
- Matsuyuki Yasuko vai Hanaoka Yasuko
- Kanazawa Miho vai Hanaoka Misato
- Kitamura Kazuki vai Kusanagi Shunpei
- Dankan vai Kudo Kuniaki
- Nagatsuka Keishi vai Togashi Shinji

## Đón nhận
Dù thu hút được đông đảo sự quan tâm tại Nhật Bản, bộ phim lại ít được khán giả quốc tế biết đến. Không có bất kì website tiếng Anh nổi tiếng nào đánh giá bộ phim, nhưng Yōgisha Ekkusu no Kenshin lại được khán giả và giới phê bình nội địa đón nhận nồng nhiệt ở thời điểm mà phim công chiếu. Đây là tác phẩm rất thành công tại Nhật Bản khi thu về tới 4,92 tỷ Yên (tương đương 52.323.944 USD), trở thành phim điện ảnh có doanh thu cao thứ 6 tại Nhật Bản, và là phim quốc nội có doanh thu cao thứ ba trong năm 2008 tại xứ mặt trời mọc.